# Cotoneaster parkeri
Cotoneaster parkeri är en rosväxtart som beskrevs av Klotz. Cotoneaster parkeri ingår i släktet oxbär, och familjen rosväxter. Inga underarter finns listade i Catalogue of Life.